# Nefta
Nefta (arabe : نفطة) est une ville oasis du Jérid située au sud-ouest de la Tunisie.

## Géographie

### Localisation
La municipalité est située au sud-ouest de la Tunisie, entre Tozeur et Hazoua, qui se trouve à la frontière tuniso-algérienne, cette dernière se situant à 33 kilomètres de Nefta.

### Relief et géologie
Nefta se trouve entre le Chott el-Jérid et les dunes du Sahara. La ville est caractérisée par la présence de la « corbeille de Nefta » qui est une dépression naturelle creusée dans la roche.

### Hydrologie
Depuis la « corbeille de Nefta », la zone où autrefois coulaient les sources, l'eau était canalisée en un oued qui se ramifiait ensuite pour abreuver la palmeraie de Nefta. Dans cette dépression suintait l'eau provenant de 152 sources qui ont tari pour la plupart.

### Climat
Le climat y est désertique et aride. Les températures en été varient de 22 à 38 °C sans pluie entre les mois de mai et d'octobre ; les températures en hiver varient de 5 à 19 °C. Les écarts de température sont donc importants. L'ensoleillement est quasi permanent durant six mois, de mai à octobre, et le ciel dégagé. Les précipitations sont d'environ 200 millimètres par an, avec un maximum de cumul durant l'hiver.
Le sirocco peut souffler et faire grimper la température à plus de 45 °C lors d'épisodes intenses.

### Voies de communication et transport
- Voies routières : la ville est traversée par la RN3.
- Transport en commun : la ville possède une gare routière qui la relie aux principales villes du pays, ainsi qu'aux villes voisines[3],[4].
- Transport aérien : l'aéroport international de Tozeur-Nefta se trouve à une vingtaine de kilomètres.

## Toponymie
Le site est connu dans l'Antiquité sous le nom de Nepte.

Maisons de Nefta en 1997 avec des décorations typiques en briques.
Nefta en 1997.
Nefta en 1997.

## Histoire
Le site est occupé depuis la préhistoire comme le prouvent plusieurs découvertes archéologiques.
La ville est plus tard une cité numide puis romaine. Nefta est le siège d'un évêché sous les Byzantins et de nos jours un diocèse titulaire de l'Église catholique en Tunisie depuis 1933.
Après la conquête musulmane, elle devient un haut lieu du soufisme : la confrérie soufie de la Qadiriyya est connue dans tout le Maghreb. L'influence de ce courant religieux reste présente jusqu'à nos jours. La ville abrite également une centaine de marabouts dont le célèbre Sidi Bou Ali qui prend la ville aux musulmans ibadites et la convertit à l'islam sunnite au XIIIe siècle. Il fonde une confrérie religieuse influente, un pèlerinage étant organisé annuellement autour de la zaouïa de ce saint.

## Politique et administration

### Rattachements administratifs
Nefta est une municipalité et correspond également à une délégation. Elle est rattachée au gouvernorat de Tozeur.

### Jumelages
- Creil (France) depuis 2014[7].

## Population et société

### Démographie
Elle compte 21 654 habitants en 2014.

### Enseignement
La ville dispose de deux lycées, de trois collèges et d'une dizaine d'écoles primaires.

### Culture

#### Événements culturels
- Festival international de musique soufie Rouhaniyet[8] ;
- Dunes électroniques, sur le site d'Ong Jmel dans les environs de Nefta[9].

#### Équipements culturels
- Bibliothèque publique de Nefta[10] ;
- Bibliothèque publique pour enfants[11].

La ville est dotée d'un centre culturel (Mohieddine-Khraïef), d'une maison de jeunes, d'une auberge de jeunesse et d'un théâtre en plein air.

### Santé
La ville possède un établissement hospitalier, à savoir l'hôpital régional de Nefta.

## Économie

### Agriculture

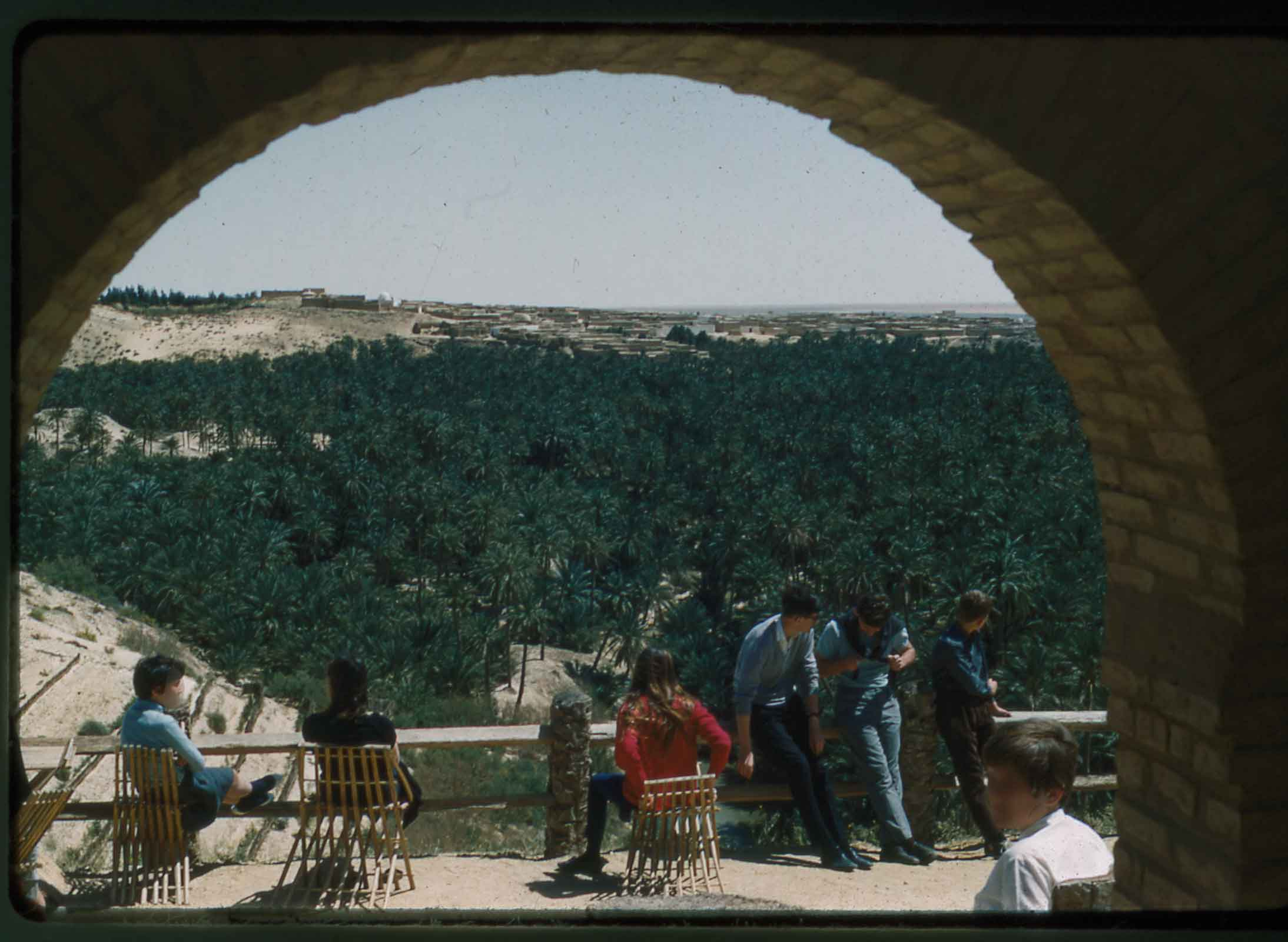
Vue de la corbeille (oasis) de Nefta en décembre 1963.

La palmeraie de Nefta s'étend sur 1 613 hectares. Au début des années 1980, le tarissement des sources cause la disparition de nombreux palmiers. La palmeraie produit des dattes de la variété deglet nour.

### Tourisme
L'économie de la ville est basée essentiellement sur le tourisme saharien. Un village cinématographique est en cours de construction pour augmenter l'attractivité culturelle et économique de la région.

## Patrimoine et culture

### Architecture
L'architecture des maisons de Nefta est propre à la région du Jérid : tout comme à Tozeur, les murs sont constitués de briques cuites de couleur ocre. Les toits ainsi que les portes des maisons sont fabriqués à partir de bois de palmier. Les quartiers historiques de la ville sont Ouled Cherif, El Bayadha, Ez Zaouia et Béni Ali.

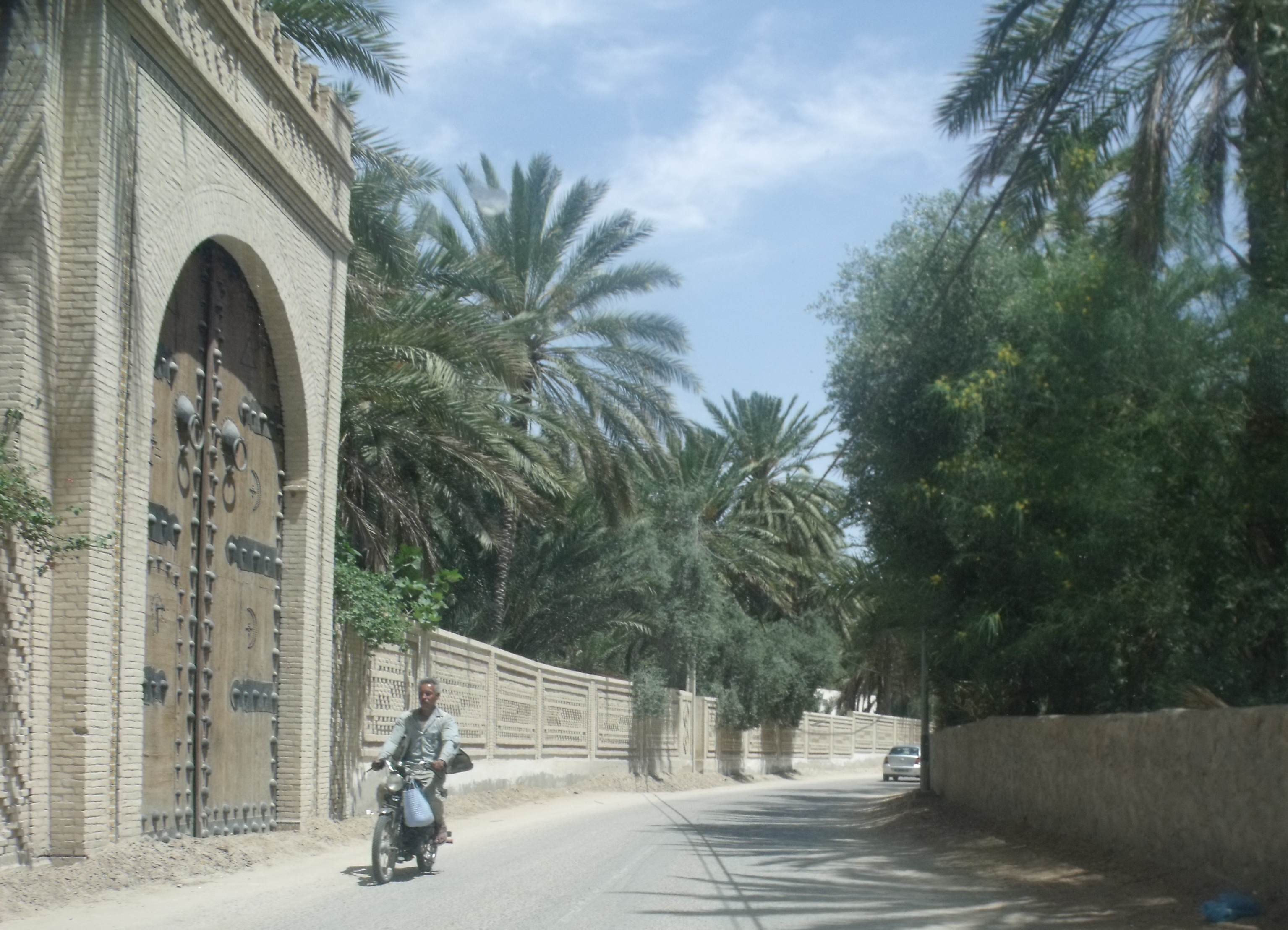
Portail d'une propriété à Nefta avec un motocycliste en 2011.
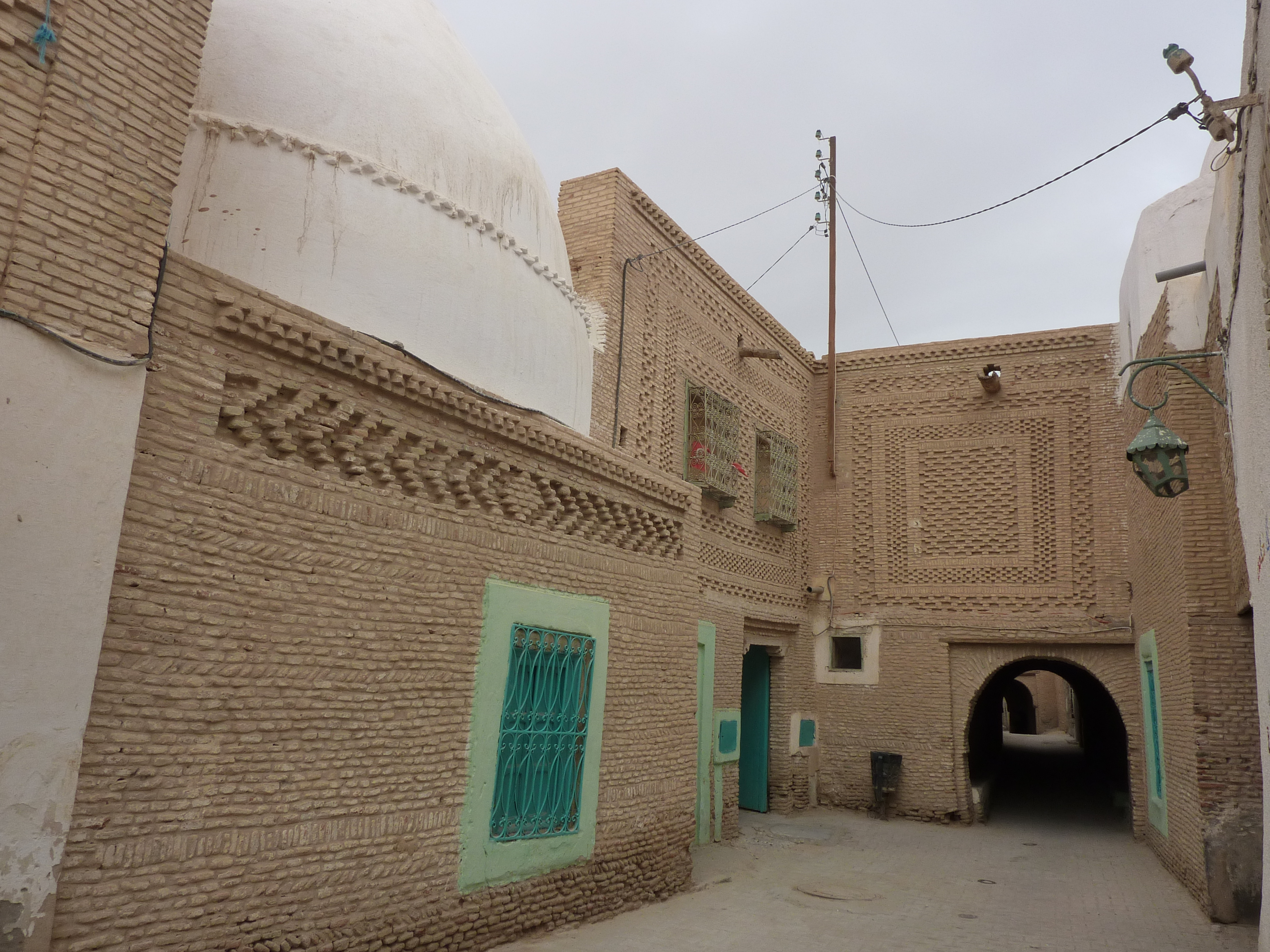
Médina (vieille ville) de Nefta en 2012.
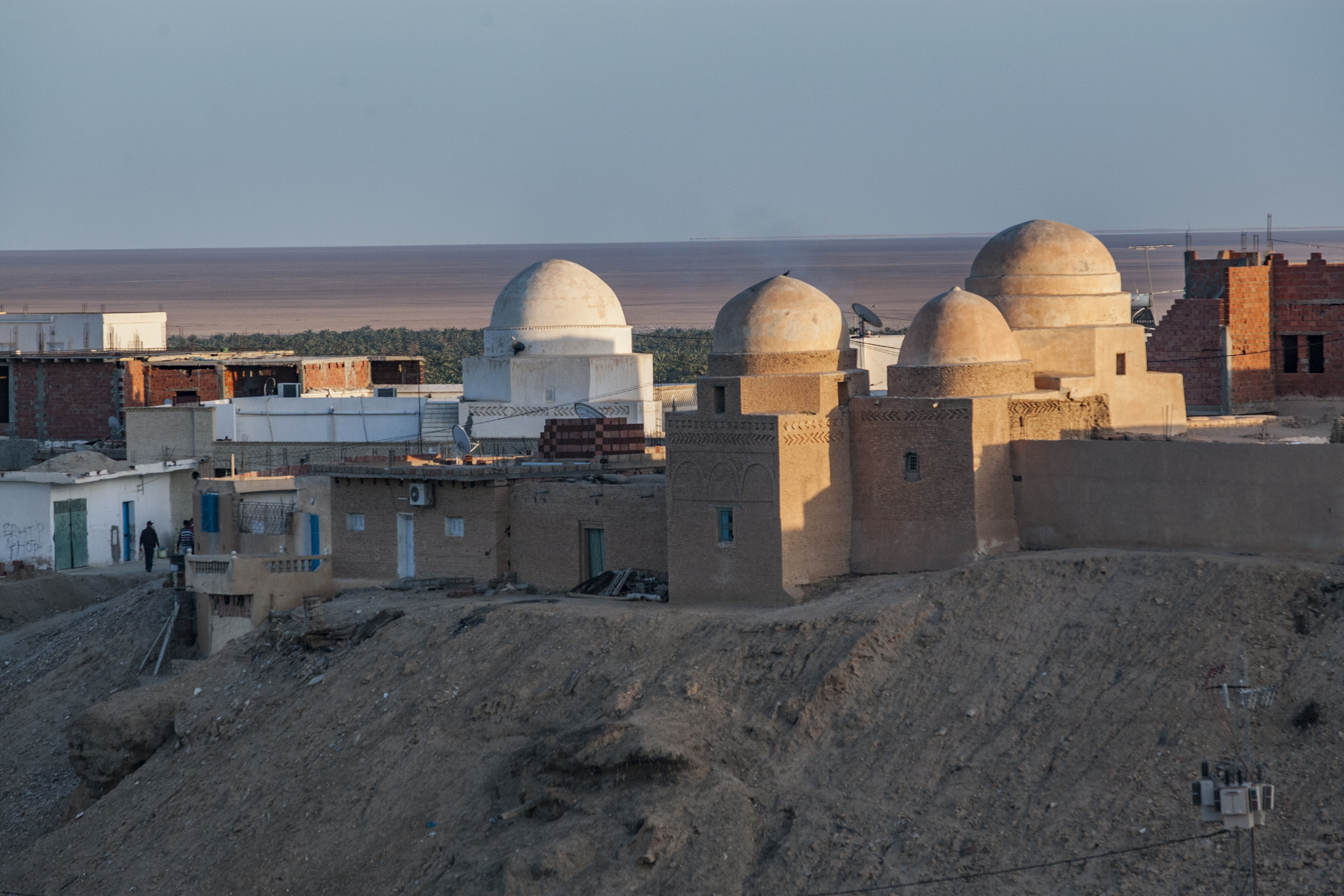
Bordure de la corbeille de Nefta et centre du soufisme en 2012.

### Patrimoine religieux
- Mosquée El Hachani[18] ;
- Mosquée Sidi Et Tabaï[18] ;
- Mosquée Sidi Ahmed Miaad[18] ;
- Mosquée Sidi Ameur[17] ;
- Mosquée Sidi Ben Abbes[18] ;
- Mosquée Sidi M'Khareg[17] ;
- Mosquée Sidi Mohamed Bel Hadj[17] ;
- Mosquée Sidi Salem, appelée Grande Mosquée et datant du XVe siècle[18] ;
- Zaouïa Sidi Bou Ali, du nom d'un saint soufi du XIIIe siècle[19] ;
- Zaouïa Sidi Brahim[18].

### Autres lieux et monuments

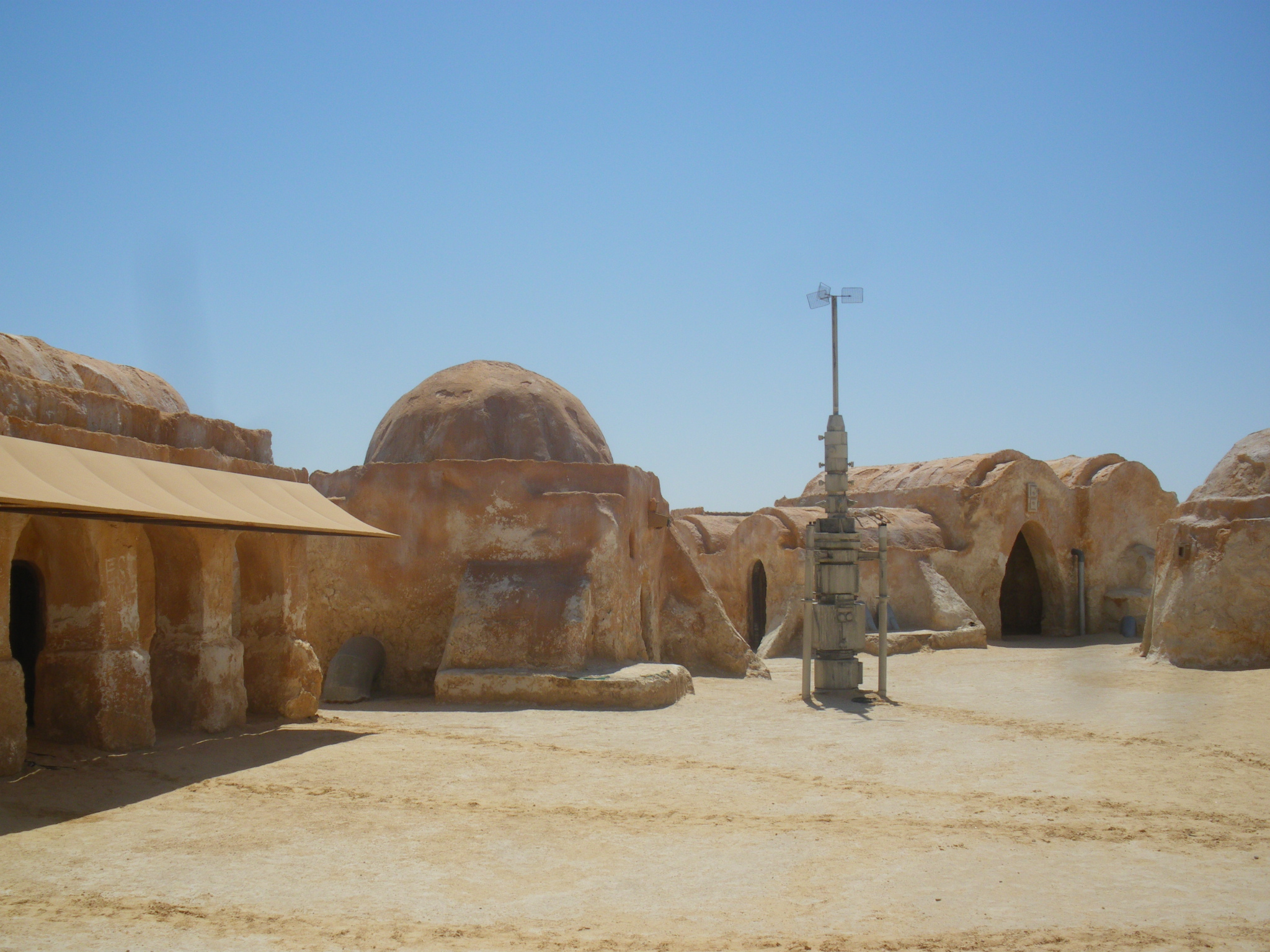
Mos Espa de la saga Star Wars en 2010 : le village utilisé pour le film américain Star Wars, épisode I : La Menace fantôme est Onk Jemel près de Nefta.

- « Corbeille de Nefta », une dépression naturelle creusée dans la roche[19] ;
- Décors et lieu de tournage de Mos Espa de la planète Tatooine de la saga Star Wars, sur le site d'Ong Jmel[20],[21] ;
- Musée des civilisations arabo-berbères Ibn-Khaldoun ;
- Oasis de Nefta, appelée aussi Ras El Aïn[22].

### Œuvres artistiques et littéraires liées à la ville

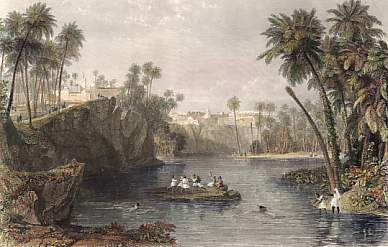
Nefta sur une gravure sur acier par Thomas Allom, gravée par Thomas Higham en 1851.

- Mouvement de la suite Escales du compositeur Jacques Ibert portant le nom de la ville ;
- Gravure sur acier d'origine par Thomas Allom, gravée par Thomas Higham en 1851[23] ;
- Poème Neftah in the Jereed de Letitia Elizabeth Landon, publié à titre posthume et écrit pour illustrer le dessin de Thomas Allon dans le Fisher's Drawing Room Scrap Book en 1841[24].

En outre, la ville est le décor de plusieurs scènes des films suivants :
- Angélique et le Sultan ;
- Le Patient anglais ;
- Le Tigre et la neige ;
- La Vérité si je mens ! 2[25] ;
- Or noir ;
- Pirates ;
- Épisode I et Épisode IV de Star Wars tournés dans le désert de Nefta.

## Personnalités
- Laetus de Nepta.